# 지분형 모기지
지분형 모기지는 대한민국에서 시행 중인 공공 주택금융 제도의 하나로, 정부나 공공기관이 주택 구입 시 일부 지분을 보유하고, 나머지를 실수요자가 부담하는 방식이다. 이 제도는 초기 주택 구매 자금 부담을 완화하고 실거주 중심의 내 집 마련을 돕기 위해 설계되었다.

## 개요
지분형 모기지는 기존의 주택담보대출과 달리, 전체 주택 가격을 모두 대출받는 것이 아니라, 일정 비율의 지분을 정부가 보유하는 공동소유 구조로 운영된다. 실수요자는 본인 지분만큼 자금을 마련하고, 향후 경제적 여건에 따라 정부 지분을 순차적으로 매입할 수 있다.
2025년 기준, 수익공유형과 손익공유형으로 나뉘며, 각각 상환 방식과 금리, 지분율 조건이 다르다. 주택금융공사(HF)에서 운영 중이며, 일부 지자체 및 공공기관에서도 별도 공급이 이루어지고 있다.

## 신청 자격
지분형 모기지를 신청하기 위해서는 다음과 같은 요건을 충족해야 한다.
- 세대원 전원이 무주택자일 것
- 도시근로자 월평균 소득 140% 이하 (맞벌이 160% 이하)
- 금융자산 2억 원 이하, 부동산 자산 3.5억 원 이하
- 전용면적 85㎡ 이하, 시세 5억 원 이하의 주택

## 구조 및 특징
- 정부는 주택 가격의 30~70%에 해당하는 지분을 보유
- 실수요자는 실거주 요건을 충족해야 하며, 일정 기간 이후 정부 지분을 감정가 기준으로 환매 가능
- 수익공유형: 고정금리, 매각 시 수익 일부 공유
- 손익공유형: 금리 인하 혜택, 손실 발생 시 손익 공유

## 관련 제도
- 주택담보대출
- 주택도시기금
- 주택금융공사

## 참고 자료
- 한국주택금융공사 공식 홈페이지
- 테슬라이 - 지분형 모기지 시행 정리
- 티스토리 - 신청 방법 설명
- 허니팁매거진 - 2025년 기준 조건 정리